# Зміячка м'яка
Зміячка м'яка, зміячка м'якенька, скорзонера м'яка (Scorzonera mollis) — вид рослин з родини айстрових (Asteraceae), поширений у південній Європі, південно-західній Азії.

## Опис
Багаторічна рослина 10–25 см заввишки. Корінь бульбоподібний потовщений. Листки цілісні, лінійні, знизу, як і стебло, сірувато запушені, зверху голі. Кошиків 1–7(12), вони циліндричні, 25–35(40) мм довжиною. Обгортки з нерівних листочків, з них зовнішні в 2–3 рази коротше внутрішніх. Квітки жовті, на 1/2 перевищує обгортку. Сім'янки з 5 реберцями, крайові гостро-шорсткі; серединні — гладкі, 13–14.5 мм довжиною, з ніжкою 2.5–3 мм довжиною; чубчик з брудно-білих м'яких перистих волосків, з них 5 довші, ніж інші, на кінці зазубрені.

## Поширення
Поширений у південній Європі, південно-західній Азії.
В Україні вид зростає на степових схилах, степах — у Донецькім Лісостепу, Правобережному, зрідка в Лівобережному Степу, у Криму (крім поясу букових лісів і яйли), рідко.